# Ingeborg Eriksdottir Norská
Ingeborg Eriksdottir Norská (norsky: Ingebjørg Eiriksdatter) (1297–1357) byla norská princezna, díky sňatku s Valdemarem Magnussonem švédská princezna, vévodkyně z Upplandu, Ölandu a Finska. Byla dcerou krále Erika II. Norského a jeho druhé manželky Isabely Bruce.

## Život
Její otec zemřel, když bylo Ingeborg rok nebo dva a jelikož neměl mužské potomky, jeho nástupcem se stal jeho bratr Haakon. V roce 1300 ji matka zasnoubila s vévodou z Orknejí Janem Magnussonem († 1311). Toto manželství se nikdy neuskutečnilo. Není jasné, zda důvodem byla Janova smrt nebo to, že Ingeborg ještě nebyla dost stará.
V roce 1312 se v Oslu konala dvojitá svatba. Ingeborg se díky iniciativě své matky vdala za Valdemara Magnussona, zatímco její sestřenice Ingeborg, dcera Haakona V., se vdala za jeho bratra Erika. V roce 1316 měli Valdemar a Ingeborg syna, který zřejmě zemřel mladý. Valdemarovou první manželkou byla Kristina, dcera Torgilse Knutssona, faktického vládce Švédska v prvních letech vlády švédského krále Birgera. V prosinci 1305 byl Torgils zatčen a v únoru 1306 popraven. Valdemar se rozvedl s Kristinou s tím, že jsou v náboženském smyslu spříznění - Torgils byl jeho kmotrem.
Do roku 1315 se Erikovi a Valdemarovi podařilo na úkor jejich bratra, krále Birgera, ovládnout velkou část švédského království. Politickou kariéru obou bratrů Birger drasticky ukončil. Během oslav Vánoc v roce 1317 na hradě Nyköping Birger bratry zajal a pravděpodobně nechal vyhladovět k smrti. Manželky obou bratrů se zasazovaly o propuštění svých manželů. 16. dubna 1318 obě vévodkyně uzavřely v Kalmaru dohodu s dánským vévodou Kryštofem ze Hallandu-Samsö a arcibiskupem Esgarem z Lund, podle které neměl být uzavřen mír s králi Švédska a Dánska, dokud nebudou jejich manželé propuštěni. Během roku 1318 se potvrdilo, že oba zemřeli.
Valdemarova vdova získala určité pozemky (přinejmenším od roku 1340 byla titulována jako vévodkyně z Ölandu) a ve Švédsku zůstala až do své smrti, zřejmě roku 1357.